# Kolíňany
Kolíňany, do roku 1948 Koleňany (maďarsky Kolon) jsou obec na Slovensku v okrese Nitra. V obci je římskokatolický kostel sv. Štěpána ze 12. století, rozšířený v roce 1933 o novou loď i presbytář. V památkově chráněném domu, který je dokladem zdejšího lidového stavitelství, je muzeum lidové kultury. V roce 2011 zde bylo 49% obyvatel maďarské národnosti a 41% obyvatel slovenské národnosti; 10% obyvatel mělo jinou národnost.

## Partnerské obce
- Csajág, Maďarsko